# Vùng nước tử thần
The Shallows là một phim ly kỳ sống còn của Mỹ được sản xuất vào năm 2016 do Jaume Collet-Serra đạo diễn, Anthony Jaswinski viết kịch bản và Blake Lively đóng vai chính. Trong phim, một cô gái lướt sóng bị mắc cạn cách bờ 200 thước Anh (180 m), và phải sử dụng trí thông minh và quyết tâm sống sót trước cuộc tấn công của cá mập trắng lớn. Phim quay cảnh chính bắt đầu vào tháng 10 năm 2015 tại New South Wales và Queensland, Australia.
Phim được Columbia Pictures phát hành tại Hoa Kỳ vào ngày 24 tháng 6 năm 2016. Phim đã nhận được những đánh giá tích cực và thu về hơn $119 triệu USD so với kinh phí $17 triệu USD, thành công vang dội tại phòng vé.

## Cốt truyện
Không lâu sau sự qua đời của mẹ mình vì căn bệnh ung thư, Nancy Adams (Blake Lively) quyết định đi du lịch đến một bãi biển bí mật ở Tijuana, Mexico và cũng chính là bãi biển mà mẹ cô đã từng đến thăm khi mang thai. Được sự giúp đỡ của một công dân địa phương tên Carlos-Charlie (Óscar Jaenada), Nancy đã đến được bãi biển. Đến nơi, cô gặp hai du khách cũng là dân đam mê lướt sóng. Trong lúc đợi con sóng lên, Nancy gọi video call cho bố và em gái, Chloe để khoe với hai người rằng cô đã đến bãi biển của mẹ. Nancy, một sinh viên năm cuối ngành Y đầy triển vọng, thế nhưng cái chết của mẹ đã khiến cô quyết định bỏ dở con đường học vấn.
Sau khi đón con sóng cuối ngày, Nancy phát hiện ra xác của một con cá voi lưng gù con gần đó. Sau khi tìm hiểu, cô quyết định trở về bãi biển. Nhưng chính vào lúc này, một con cá mập trắng lớn dài 7m tấn công Nancy, hất cô ngã khỏi ván. Nancy bị thương ở chân và buộc phải bơi đến một hòn đá gần đó. Sau đó cô dùng các mảnh vụn của tấm ván và trang sức của mình để khâu vết thương lại. Cũng trên mỏm đá đó, Nancy gặp một con hải âu cũng bị thương do cá mập tấn công và quyết định đặt tên nó là Steven Seagull, sau khi đã băng bó vết thương cho nó. Mờ sáng hôm sau, Nancy phát hiện một người đàn ông say xỉn đang lấy cắp đồ của mình trên bãi biển. Sau đó gã này còn định lấy tấm ván lướt của Nancy ngoài biển, nhưng nhanh chóng rơi vào tầm ngắm của con cá mập. Cảnh tượng sau đó khiến Nancy kinh hãi: Người đàn ông chỉ còn phần thân trên và sau đó chết do mất máu.
Sáng hôm sau, hai du khách mà Nancy đã gặp ngày hôm trước quay trở lại bãi lướt sóng. Mặc dù Nancy đã cảnh báo, nhưng hai người họ liên tục phớt lờ cảnh báo. Kết quả họ đều thiệt mạng do bị con cá mập tấn công. Một người cố gắng bơi đến mỏm đá và cầu cứu Nancy, nhưng bị con cá mập kéo xuống dưới nước và giết chết. Sau đó, Nancy phát hiện ra chiếc mũ bảo hiểm có gắn camera của người này nổi lên mặt nước. Cô đã dùng cách này để quay video ghi lại tình thế ngàn cân treo sợi tóc lúc bấy giờ của mình.
Nancy sau đó nhận ra rằng thủy triều lên cũng sẽ nhấn chìm mỏm đá mà cô đang đứng. Cô quyết định thả Steven về bờ bằng mảnh ván còn sót lại của mình và bơi đến một chiếc phao tiêu gần đó. Con cá mập nhanh chóng đuổi theo, nhưng cả Nancy và nó đều bị đốt bởi một bầy sứa. Nancy trèo được lên phao tiêu và tìm được một khẩu súng pháo sáng. Cô bắn một phát để ra tin hiệu cho một con tàu gần đó, nhưng không hiệu quả và phát thứ hai bắn trúng con cá mập nhưng không làm nó bị thương. Đến phát thứ ba, Nancy quyết định dùng dầu chảy từ xác con cá voi để thiêu cháy con cá mập, kết quả làm nó bị thương và buộc phải lặn xuống.
Con cá mập sau đó điên cuồng tấn công chiếc phao tiêu và nhấn chìm nó. Nancy buộc mình vào sợi dây xích của chiếc phao khi nó chìm xuống và bị con cá mập truy đuổi ráo riết, nhưng cô kịp thời rút mình ra khỏi sợi xích trước khi một thanh sắt nhô ra dưới đáy chiếc phao tiêu đâm chết con cá mập. Sau đó, một cậu bé tên Miguel tìm thấy chiếc Camera dạt vào bờ và nhanh chóng đi gọi bố mình, cũng chính là Carlos. Carlos tìm thấy Nancy bất tỉnh trên bờ biển và nhanh chóng hồi sức, cứu sống cô. Khi tỉnh lại, Nancy lờ mờ nhận ra hình bóng của mẹ mình và cô cũng biết được con hải âu Steven cũng đã an toàn. Một năm sau, trên bờ biển Galveston, Texas, Nancy (lúc này là bác sĩ Adams), đi lướt sóng cùng bố và em gái Chloe. Sau đó, ông đã nói với Nancy rằng mẹ cô sẽ tự hào về tinh thần bất khuất, không bỏ cuộc của cả hai chị em.

## Diễn viên
- Blake Lively vai Nancy Adams
- Óscar Jaenada vai Carlos
- Brett Cullen vai Mr. Adams, bố của Chloe và Nancy
- Sedona Legge vai Chloe Adams, em gái của Nancy
- Pablo Calva vai Miguel, con trai của Carlos
- Janelle Bailey vai Mrs. Adams, người đã qua đời trước đó vì ung thư
- Sully Seagull as Sully 'Steven' Seagull- chú chim hải âu được Nancy băng bó và cứu sống[4]